# Amstetten
Amstetten este un oraș în Mostviertel, Austria Inferioară.
Fostul dictator nazist Adolf Hitler a primit cetățenie de onoare a orașului Amstetten în 1939.

## Personalități marcante
- Paulus Hochgatterer, scriitor